# Wahlen zum Senat der Vereinigten Staaten 1890 und 1891
Die Wahlen zum Senat der Vereinigten Staaten 1890 und 1891 zum 52. Kongress der Vereinigten Staaten fanden zu verschiedenen Zeitpunkten statt. Es waren die Halbzeitwahenl (englisch midterm election) in der Mitte von Benjamin Harrisons Amtszeit. Vor der Verabschiedung des 17. Zusatzartikels wurden die Senatoren nicht direkt gewählt, sondern von den Parlamenten der Bundesstaaten bestimmt.
Zur Wahl standen 29 Senatssitze der Klasse III, deren Inhaber 1884 und 1885 für eine Amtszeit von sechs Jahren gewählt worden oder später nachgerückt waren. Zusätzlich fanden Nachwahlen für einen der Sitze der Klasse II sowie die jeweils zwei Sitze der neuen Bundesstaaten Idaho, Montana und Wyoming statt. Bei den Nachwahlen konnten die Demokraten einen Sitz halten, die neuen Sitze gingen alle an die Republikaner.
Von den 29 regulär zur Wahl stehenden Sitzen waren zwölf von Demokraten und 17 von Republikanern besetzt. 16 Amtsinhaber wurden wiedergewählt (7 D, 9 R), vier Sitze konnten die Demokraten und drei die Republikaner halten. Die Republikaner verloren drei Sitze an die Demokraten, und jeweils einen an die Populisten (People’s Party) und einen unabhängigen Kandidaten, der sich jedoch später ebenfalls den Populisten anschloss. Die Demokraten verloren einen Sitz, weil das Parlament in Florida verspätet wählte, der Sitz wurde aber vor der ersten regulären Sitzung durch den bisherigen Amtsinhaber wieder besetzt. Bei einer Nachwahl verloren die Demokraten einen Sitz an die Republikaner. Damit verkleinerte sich die absolute Mehrheit der Republikaner, die am Ende des 51. Kongresses bei 51 gegen 35 Demokraten gelegen hatte, auf 46 Republikaner gegen 36 Demokraten und zwei Populisten.
Zu Veränderungen nach der Wahl siehe auch Liste der Mitglieder des Senats im 52. Kongress der Vereinigten Staaten.

## Ergebnisse

### Wahlen während des 51. Kongresses
Die Gewinner dieser Wahlen wurden vor dem 4. März 1891 in den Senat aufgenommen, also während des 51. Kongresses.
| Staat    | Amtierender Senator | Partei      | Nachwahl   | Datum         | Ergebnis                | Neuer Senator        |
| -------- | ------------------- | ----------- | ---------- | ------------- | ----------------------- | -------------------- |
| Idaho    | neuer Staat         | neuer Staat | Klasse II  | 18. Dez. 1890 | Zugewinn Republikaner   | George L. Shoup      |
| Idaho    | neuer Staat         | neuer Staat | Klasse III | 18. Dez. 1890 | Zugewinn Republikaner   | William J. McConnell |
| Kentucky | James B. Beck       | Demokrat    | Klasse II  | Mai 1890      | von Demokraten gehalten | John G. Carlisle     |
| Montana  | neuer Staat         | neuer Staat | Klasse I   | 1. Jan. 1890  | Zugewinn Republikaner   | Wilbur F. Sanders    |
| Montana  | neuer Staat         | neuer Staat | Klasse II  | 2. Jan. 1890  | Zugewinn Republikaner   | Thomas C. Power      |
| Wyoming  | neuer Staat         | neuer Staat | Klasse I   | 18. Nov. 1890 | Zugewinn Republikaner   | Francis E. Warren    |
| Wyoming  | neuer Staat         | neuer Staat | Klasse II  | 15. Nov. 1890 | Zugewinn Republikaner   | Joseph M. Carey      |

### Wahlen zum 52. Kongress
Die Gewinner dieser Wahlen wurden am 4. März 1891 in den Senat aufgenommen, also bei Zusammentritt des 52. Kongresses. Alle Sitze dieser Senatoren gehören zur Klasse III.
| Staat          | Amtierender Senator    | Partei       | Datum          | Ergebnis                   | Neuer Senator          |
| -------------- | ---------------------- | ------------ | -------------- | -------------------------- | ---------------------- |
| Alabama        | James L. Pugh          | Demokrat     | 1890           | wiedergewählt              | James L. Pugh          |
| Arkansas       | James K. Jones         | Demokrat     | 1891           | wiedergewählt              | James K. Jones         |
| Colorado       | Henry M. Teller        | Republikaner | 1891           | wiedergewählt              | Henry M. Teller        |
| Connecticut    | Orville H. Platt       | Republikaner | 1891           | wiedergewählt              | Orville H. Platt       |
| Florida        | Wilkinson Call         | Demokrat     | keine Wahl     | Verlust Demokraten         | vakant                 |
| Georgia        | Joseph E. Brown        | Demokrat     | 1890 oder 1891 | von Demokraten gehalten    | John B. Gordon         |
| Idaho          | William J. McConnell   | Republikaner | 18. Dez. 1890  | von Republikanern gehalten | Fred Dubois            |
| Illinois       | John A. Logan          | Republikaner | 1890           | Zugewinn Demokraten        | John M. Palmer         |
| Indiana        | Daniel W. Voorhees     | Demokrat     | 1891           | wiedergewählt              | Daniel W. Voorhees     |
| Iowa           | William B. Allison     | Republikaner | 5. März 1890   | wiedergewählt              | William B. Allison     |
| Kalifornien    | Leland Stanford        | Republikaner | 1891           | wiedergewählt              | Leland Stanford        |
| Kansas         | John Ingalls           | Republikaner | 1891           | Zugewinn Populisten        | William A. Peffer      |
| Kentucky       | Joseph C. S. Blackburn | Demokrat     | 1890           | wiedergewählt              | Joseph C. S. Blackburn |
| Louisiana      | James B. Eustis        | Demokrat     | 1891           | von Demokraten gehalten    | Edward D. White        |
| Maryland       | Ephraim K. Wilson      | Demokrat     | 1890           | wiedergewählt              | Ephraim K. Wilson      |
| Missouri       | George G. Vest         | Demokrat     | 1891           | wiedergewählt              | George G. Vest         |
| Nevada         | John P. Jones          | Republikaner | 1891           | wiedergewählt              | John P. Jones          |
| New Hampshire  | Henry W. Blair         | Republikaner | 1891           | von Republikanern gehalten | Jacob H. Gallinger     |
| New York       | William M. Evarts      | Republikaner | 21. Jan. 1891  | Zugewinn Demokraten        | David B. Hill          |
| North Carolina | Zebulon B. Vance       | Demokrat     | 1890           | wiedergewählt              | Zebulon B. Vance       |
| North Dakota   | Gilbert A. Pierce      | Republikaner | 1891           | von Republikanern gehalten | Henry C. Hansbrough    |
| Ohio           | Henry B. Payne         | Demokrat     | 15. Jan. 1890  | von Demokraten gehalten    | Calvin S. Brice        |
| Oregon         | John H. Mitchell       | Republikaner | 1890           | wiedergewählt              | John H. Mitchell       |
| Pennsylvania   | J. Donald Cameron      | Republikaner | 20. Jan. 1891  | wiedergewählt              | J. Donald Cameron      |
| South Carolina | Wade Hampton           | Demokrat     | 1890           | von Demokraten gehalten    | John L. M. Irby        |
| South Dakota   | Gideon C. Moody        | Republikaner | 16. Feb. 1891  | Zugewinn Unabhängige       | James H. Kyle          |
| Vermont        | Justin S. Morrill      | Republikaner | 1890           | wiedergewählt              | Justin S. Morrill      |
| Washington     | Watson C. Squire       | Republikaner | 1891           | wiedergewählt              | Watson C. Squire       |
| Wisconsin      | John C. Spooner        | Republikaner | 1890           | Zugewinn Demokraten        | William F. Vilas       |

- wiedergewählt: ein gewählter Amtsinhaber wurde wiedergewählt.

### Wahlen während des 52. Kongresses
Die Gewinner dieser Wahlen wurden nach dem 4. März 1891 in den Senat aufgenommen, also während des 52. Kongresses.
| Staat       | Amtierender Senator | Partei   | Nachwahl   | Datum         | Ergebnis              | Neuer Senator     |
| ----------- | ------------------- | -------- | ---------- | ------------- | --------------------- | ----------------- |
| Florida     | vakant              | vakant   | Klasse III | 26. Mai 1891  | Zugewinn Demokraten   | Wilkinson Call    |
| Kalifornien | George Hearst       | Demokrat | Klasse I   | 19. März 1891 | Zugewinn Republikaner | Charles N. Felton |

## Einzelstaaten
In allen Staaten wurden die Senatoren durch die Parlamente gewählt, wie durch die Verfassung der Vereinigten Staaten vor der Verabschiedung des 17. Zusatzartikels vorgesehen. Das Wahlverfahren bestimmten die Staaten selbst, es war daher von Staat zu Staat unterschiedlich. Teilweise ergibt sich aus den Quellen nur, wer gewählt wurde, aber nicht wie.
Das Third Party System der Parteien in den Vereinigten Staaten bestand aus der Demokratischen Partei, die hauptsächlich in den Südstaaten stark war, sowie der gemäßigt abolitionistischen, im Norden verankerten Republikanischen Partei. Zeitweise konnten auch die Silver Party, die Silver Republican Party und die Populist Party (People’s Party) Senatoren stellen.